# Dnevnik (Novi Sad)
Dnevnik (srp. Дневник) su dnevne novine na srpskom jeziku. Izlaze u Novom Sadu, autonomna pokrajina Vojvodina, Republika Srbija.

## Povijest
Utemeljene su za vrijeme mađarske okupacije Bačke 1942. godine.
Prvo ime je bilo Slobodna Vojvodina. Prvo izdanje je tiskano 15. studenog 1942. kao organ NOO-a za Vojvodinu u podzemnoj tiskari u Novom Sadu. 
Prvi urednik je bio Svetozar Marković Toza kojeg su kasnije osovinske vlasti smaknule 9. veljače 1943. godine. Kasnije ga je Jugoslavija proglasila za narodnog heroja.
1. siječnja 1953. je službeno ime promijenjeno u Dnevnik.

## Vanjske poveznice
- Dnevnik